# 달구벌고등학교
달구벌고등학교(達句伐高等學校)는 대한민국 대구광역시 동구 덕곡동에 위치한 사립 고등학교.

## 학교 연혁
- 2002년 3월 22일 : 학교법인 덕성학원 설립인가(초대 이사장 남효덕 교수)
- 2003년 12월 2일 : 달구벌고등학교 설립 인가, 특성화고등학교 지정(대구광역시교육청)
- 2004년 3월 1일 : 초대 장정자 교장 취임
- 2004년 3월 4일 : 교사동(나눔관) 준공 (지상 2층 지하 1층, 연건평 1,896m2)
- 2004년 3월 5일 : 개교 및 제1회 입학식 (40명)
- 2005년 3월 4일 : 생활관(섬김관) 준공 (지상 2층 지하 1층, 연건평 1,132m2)
- 2007년 2월 24일 : 제1회 졸업식 (32명)
- 2008년 12월 10일 : 학교 운동장 증설 및 도서관 개관
- 2010년 11월 3일 : 덕성관 준공 (지상 2층 지하 1층, 연건평 1,022m2, 음악실, 체력단련실, 조리/제과제빵실습실, 학교법인 사무실)
- 2016년 12월 2일 : 새순관(강당, 식당동) 개관
- 2021년 1월 8일 : 제15회 졸업식(38명)
- 2021년 3월 1일 : 제6대 박종석 교장 취임
- 2021년 3월 2일 : 제18회 입학식(40명)

## 참고 자료
- 달구벌고등학교 - 한국교육학술정보원 학교알리미